# Luis Astudillo
Luis Alberto Astudillo Peiretti (Iquique, Chile, 25 de noviembre de 1978) es un licenciado en Medicina y político chileno, conocido también como "doctor de los pobres" o "doctor del pueblo" por los habitantes de la comuna de Pedro Aguirre Cerda por su atención médica gratuita en los barrios bajos de Santiago de Chile. Desde el 28 de junio de 2021 se desempeña como alcalde de dicha comuna.

## Biografía
Hijo de Luis Astudillo Ardiles y Luz Peiretti Peña, ambos militantes socialistas exiliados, vivió parte de su infancia en ciudades de Brasil y Francia. En 1994 regresa a Chile para finalizar su educación secundaria. Estudió en la Escuela Latinoamericana de Medicina, titulándose como médico general y consiguiendo dirigir la Agrupación de Médicos Graduados en ELAM.
En 2007 comenzó su trabajo en el consultorio Lo Prado de la comuna homónima, luego se trasladó a la comuna de Pedro Aguirre Cerda, donde atendió en los consultorios Pierre Dubois de La Victoria, Amador Neghme de Población Dávila y el Sapu Villa Sur, iniciando sus labores de atención gratuita a domicilios e iniciando su apodo de "Doctor de los pobres". Sus últimas labores médicas antes de entrar a la política, fue como director interino del Cesfam Barros Luco de la comuna de San Miguel, además de trabajar con medicina hiperbárica en el Hospital del Trabajador de la Asociación Chilena de Seguridad.
Para las elecciones municipales del 2021 ganó la alcaldía de Pedro Aguirre Cerda como candidato independiente, y posteriormente siendo reelegido en las elecciones municipales de 2024.

## Controversias
Los exdirectores de la Municipalidad de Pedro Aguirre Cerda señores Lissete Jaque y Antonio Arriagada denunciaron haber sido presionados para financiar la campaña del alcalde Luis Astudillo, entregando más de dos millones en efectivo.

## Historial electoral

### Elecciones municipales de 2021
- Elecciones municipales de 2021 para la alcaldía de Pedro Aguirre Cerda[5]

|  | 33,66 % |

|  | 29,37 % |

|  | 20,29 % |

|  | 9,41 % |

|  | 7,27 % |